# Тбилисский бульвар
Тбили́сский бульвар — пешеходная улица в жилом районе «Ботанический» Чкаловского административного района Екатеринбурга.

## Происхождение названия
Бульвар получил название от города Тбилиси в Грузии

## История
Бульвар был образован в 1990-х годах в процессе строительства жилого района «Ботанический». Пешеходный сквер торжественно открыт 16 августа 2002 года в рамках празднования 279-летия города Екатеринбурга. К настоящему времени бульвар застроен многоэтажными жилыми домами (10—16 этажей).

## Расположение и благоустройство
Бульвар проходит с севера на юг, начинается от улицы Академика Шварца и заканчивается у улицы Крестинского. Пересекается с Родонитовой улицей, примыкания улиц отсутствуют. Протяжённость улицы составляет около 700 метров. Бульвар является пешеходным, озеленён насаждениями. Нумерация домов начинается от улицы Академика Шварца.

## Транспорт

### Наземный общественный транспорт
Рядом с бульваром по Родонитовой улице осуществляется автобусное и троллейбусное движение, ходят маршрутные такси. Ближайшая остановка общественного транспорта «Тбилисский бульвар»:
- Автобус: № 38
- Троллейбус: № 15, 20
- Маршрутное такси: №  030, 042.

### Ближайшие станции метро
В 200 метрах к востоку от начала Тбилисского бульвара находится станция 1-й линии Екатеринбургского метрополитена  «Ботаническая».